# O Código da Inteligência
O Código da Inteligência é um livro de ciência aplicada de Augusto Cury, lançado em 2008. Foi o livro mais vendido no Brasil em 2009 na categoria "Auto-ajuda e esoterismo", conforme levantamento da Revista Veja.
Conforme a jornalista Renata Lo Prete, editora da coluna Painel da Folha de S. Paulo, o discurso da pré-candidata à presidência da República Marina Silva na sua filiação ao PV lembra passagens desse livro e de O Vendedor de Sonhos, do mesmo autor.